# لویی پیج
لویی پیج (انگلیسی: Louis Page؛ ۱۹۰۵ – ۳ مارس ۱۹۹۰) فیلم‌بردار اهل فرانسه بود.